# ブリング・エム・イン (バディ・ガイのアルバム)
『ブリング・エム・イン』（Bring 'Em In）は、アメリカ合衆国のブルース・ミュージシャン、バディ・ガイが2005年に発表したスタジオ・アルバム。

## 背景
スティーヴ・ジョーダンがプロデューサーに起用され、ジョーダンと親交の深いキース・リチャーズ、バーニー・ウォーレル、アイヴァン・ネヴィル等もレコーディングに参加した。ただし、「アイ・プット・ア・スペル・オン・ユー」のみ、フィーチャリング・ゲストのカルロス・サンタナがプロデューサーも兼任している。収録曲は、主にソウル/R&B系の曲のカヴァーが中心となった。

## 反響・評価
アメリカでは総合アルバム・チャートのBillboard 200で152位に達し、『ビルボード』のブルース・アルバム・チャートでは2位、トップ・ヒートシーカーズでは5位を記録した。第48回グラミー賞では最優秀コンテンポラリー・ブルース・アルバム賞にノミネートされた。フランスのアルバム・チャートでは合計9週トップ200入りして、最高137位を記録。
Sean Westergaardはオールミュージックにおいて5点満点中3点を付け「バッキングはしばしば、情熱的と言うよりはプロフェッショナルな方向に行ってしまった」「ガイの演奏はしっかりしているが、お膳立ての方は必ずしも彼に合っているとは言えない」としつつ、ロバート・ランドルフやキース・リチャーズの演奏に関しては「曲にうまく合っており、見事に貢献している」と評している。

## 収録曲
1. ナウ・ユー・アー・ゴーン - "Now You're Gone" (Curtis Mayfield, Joseph Scott) - 5:03
2. ナインティ・ナイン・アンド・ワン・ハーフ - "Ninety Nine and One Half" (Eddie Floyd, Steve Cropper, Wilson Pickett) - 3:47
3. ホワット・カインド・オブ・ウーマン・イズ・ディス? - "What Kind of Woman Is This" (Buddy Guy) - 5:17
4. サムバディズ・スリーピング・イン・マイ・ベッド - "Somebody's Sleeping in My Bed" (Allen A. Jones, Bettye Crutcher) - 6:24
5. アイ・プット・ア・スペル・オン・ユー - "I Put a Spell on You" (Screamin' Jay Hawkins) - 4:04
  - フィーチャリング：カルロス・サンタナ（ギター）
6. オン・ア・サタデイ・ナイト - "On a Saturday Night" (E. Floyd, S. Cropper) - 3:17
7. エイント・ノー・サンシャイン - "Ain't No Sunshine" (Bill Withers) - 3:24
  - フィーチャリング：トレイシー・チャップマン（ボーカル）
8. アイヴ・ガット・ドリームズ・トゥ・リメンバー - "I've Got Dreams to Remember" (Joe Rock, Otis Redding, Zelma Redding) - 4:56
  - フィーチャリング：ジョン・メイヤー（ボーカル、ギター）
9. レイ・レディ・レイ - "Lay Lady Lay (Bob Dylan) - 4:35
  - フィーチャリング：アンソニー・ハミルトン（ボーカル）、ロバート・ランドルフ（ペダル・スティール・ギター）
10. チーパー・トゥ・キープ・ハー/ブルース・イン・ザ・ナイト - "Cheaper to Keep Her/Blues in the Night" (Bonny Rice, Harold Arlen, Johnny Mercer) - 6:17
11. カット・ユー・ルーズ - "Cut You Loose" (Mel London) - 7:38
12. ザ・プライス・ユー・ガッタ・ペイ - "The Price You Gotta Pay" (Keb' Mo') - 3:40
  - フィーチャリング：キース・リチャーズ（ギター）
13. ドゥ・ユア・シング - "Do Your Thing" (Isaac Hayes) - 4:07

## 参加ミュージシャン
フィーチャリング・ゲストに関しては上記「収録曲」参照。
- バディ・ガイ - ボーカル、ギター
- スティーヴ・ジョーダン - ドラムス、バッキング・ボーカル
- ダニー・コーチマー - ギター(on #1, #2, #3, #4, #6, #10, #11, #13)
- ケブ・モ - ギター(on #7, #9, #12)
- バーニー・ウォーレル - キーボード(on #1, #2, #3, #4, #6, #7, #8, #9, #10, #11, #13)
- アイヴァン・ネヴィル - キーボード(on #5, #12)、バッキング・ボーカル(on #12)
- チェスター・トンプソン - キーボード(on #5)
- ウィリー・ウィークス - ベース(#5を除く全曲)
- マイロン・ダヴ - ベース(on #5)
- ルイス・コンテ - パーカッション(on #5)
- アンドリュー・ラヴ - サクソフォーン(on #2, #3, #7, #8)
- ラニー・マクミラン - サクソフォーン(on #4, #6)
- ベン・コーリー - トランペット(on #2, #3, #4, #6, #7, #8)
- ジャック・ヘイル - トロンボーン(on #2, #3, #4, #6, #7, #8)